# Museo dei fossili di Roncà

## Storia
Il Museo Geo-Paleontologico di Roncà viene inaugurato nel 1975 grazie alla collaborazione dell'Associazione Paleontologica della Val d'Alpone-Gruppo "Val Nera" con l'amministrazione comunale che mise a disposizione due locali in Piazza Marconi. Dopo essere stato temporaneamente ospitato presso le Scuole Medie di Roncà durante i restauri della vecchia struttura, dal 2004 il museo ha finalmente trovato una sede definitiva nei locali comunali in via Garibaldi.
Il percorso museale si snoda in tre sale: in quella al piano terra è esposta la ricostruzione dell'attuale territorio di Roncà mentre nelle altre due, al primo piano, sono visibili la ricostruzione del paesaggio locale, come appariva 40 milioni di anni fa, e i fossili più significativi di una collezione che conta oggi oltre trecento fossili tra vertebrati e invertebrati provenienti dalla zona di Roncà.

## L'orizzonte geologico di Roncà
L'Orizzonte geologico di Roncà è importante per la ricchezza di fossili dell'Eocene medio-superiore, ovvero risalenti a circa 40 milioni di anni fa, quando la zona si presentava come un ambiente costiero subtropicale dominato dall'antico mare della Tetide e da un maestoso complesso vulcanico attivo costituito da quelli che oggi sono il Monte Calvarina, il Monte Crocetta e il Monte Duello. 
Le frequenti eruzioni vulcaniche interrompevano spesso il normale processo di sedimentazione carbonatica marina creando una serie di strati misti di calcari e rocce vulcaniche.